# Dorfkirche Glambeck

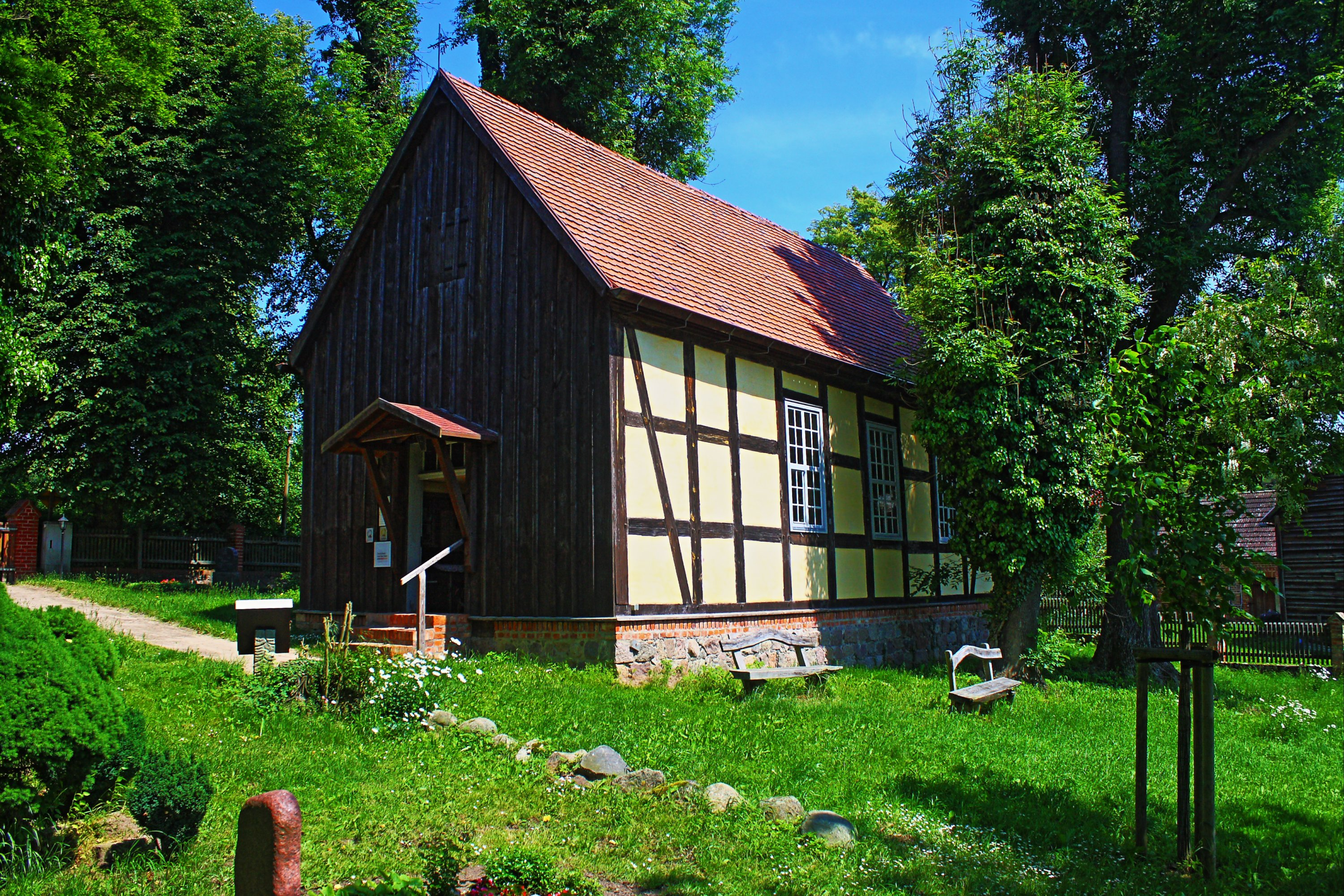
Dorfkirche Glambeck

Die evangelische, denkmalgeschützte Dorfkirche Glambeck steht in Glambeck, einem Wohnplatz der Gemeinde Friedrichswalde im Landkreis Barnim von Brandenburg. Die Kirche gehört zum Kirchenkreis Oberes Havelland der Evangelischen Kirche Berlin-Brandenburg-schlesische Oberlausitz.

## Beschreibung
Die kleine rechteckige, mit einem Satteldach bedeckte Fachwerkkirche wurde 1843 mit einheimischen Baustoffen wie Holz, Lehm, Feldsteinen und selbst gefertigten Mauer- und Dachziegeln gebaut. Sie hat zwar keinen Kirchturm, im Dachboden ist aber eine Kirchenglocke untergebracht, welche 1772 von J. C. Fuchs in Berlin gegossen wurde und dessen einziges Werk darstellt. Der Innenraum, der im Westen eine Empore hat, ist mit einer Holzbalkendecke überspannt. In den Jahren 1998/1999 wurde sie vom Verein Denkmale Glambeck e.V. in der Kulturstiftung des Bundes denkmalgerecht saniert. Die Kirche ist als Fahrradkirche überregional bekannt.